# Völuspá

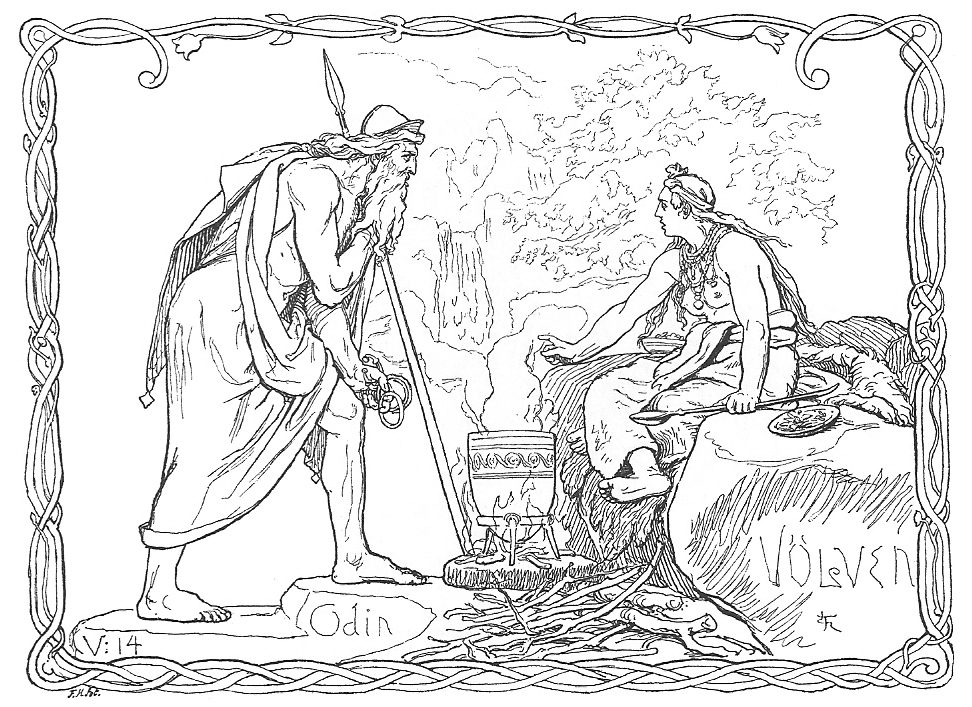
„Odyn i Wölwa” (1895, Lorenz Frølich)

Völuspá (Przepowiednia wieszczki, Wróżba Wölwy) – poemat mitologii nordyckiej. Jest pierwszym i najbardziej znanym utworem spośród szesnastu mitologicznych pieśni Eddy Starszej. 
Wiersz składa się z sześćdziesięciu sześciu strof i zastosowano w nim charakterystyczną dla poezji skandynawskiej aliterację (rym głoskowy). „Przepowiednia wieszczki” jest najważniejszym źródłem opisującym przedchrześcijańską religię w Skandynawii. 

## Powstanie dzieła
Autor i miejsce powstania utworu są nieznane. Ze względu na wyraźne chrześcijańskie elementy czas powstania pieśni szacuje się na wiek X–XI, czyli początki chrystianizacji Islandii i Norwegii.  
Hipotezę tę przyjęto w XX wieku za propozycją badacza Sigurðura Nordalsa, który argumentował swoje stanowisko tym, że najważniejsza część utworu skupia się na opisie końca świata, a właśnie na ten czas, czyli na rok 1000 (1000 lat po narodzeniu Chrystusa) lub 1033 (1000 lat po śmierci Chrystusa) przewidywano apokalipsę. Nie wiadomo jednak, czy ów powszechny strach przed końcem świata panował naprawdę, gdyż źródła nie podają żadnych pewnych na to dowodów.  

## Treść
„Przepowiednia wieszczki” traktuje o stworzeniu świata oraz jego końcu, którego opis stanowi jej najważniejszą część. Poemat podaje też, jak wyglądać miałby świat powstały po apokalipsie. 
Pierwsza część opowiada o powstaniu świata, kiedy to po spotkaniu lodu krainy Niflheim i ognia z kraju Muspelheim narodziła się pierwsza żywa istota – Ymir. Podczas jego snu z jego potu zrodzili się mężczyzna i kobieta, a z topniejącego lodu powstała krowa Audumla, która liżąc Ymira nadała mu kształt człowieka Búriego.  
Ten poślubił córkę olbrzyma i miał z nią trójkę dzieci: Odyna, Wili i We – pierwszych bogów. Bracia postanowili zabić dziadka Ymira, poćwiartowali go, a z jego ciała uformowali świat: z ciała utworzyli ziemię, z kości – skały, z krwi – morze, z włosów – chmury, a z czaszki – sklepienie nieba. Oprócz tego podane jest też, jak powstały niebiosa, karły, elfy, norny oraz drzewo życia Yggdrasil. Fragment ten zamyka opis pierwszej wojny na świecie rozegranej pomiędzy zwaśnionymi dynastiami Asów i Wanów. 
Drugą część „Völuspy” rozpoczyna informacja o zamordowaniu dobrodusznego boga Baldura w przeddzień zmierzchu bogów – ragnarök. Ragnarök to w mitologii skandynawskiej wielka bitwa bogów przeciwko olbrzymom pod wodzą Lokiego. Wynikiem tej walki ma być koniec świata: ziemia zostanie pochłonięta przez morze, powróci ciemność i chaos, jak przed jej powstaniem.

Poemat opisuje też nowy, rajski świat, który stworzony zostanie przez zmartwychwstałego Baldura. Nie będzie w nim zła ani wojen, a zamieszkają go nowe rasy bogów, ludzi i zwierząt.